# دهستان حمیل
دهستان حمیل نام دهستانی در بخش حمیل شهرستان اسلام‌آباد غرب، استان کرمانشاه در ایران است. براساس سرشماری مرکز آمار ایران در سال ۱۳۸۵، جمعیت آن ۵۷۵۳ نفر (۱۲۹۰ خانوار) بوده‌است.